# Tsuchinoko
Sinh vật Tsuchinoko (ツチノコ hoặc 槌の子) hay còn biết đến với cái tên bachi hebi (chữ Nhật:バチヘビ?) là một loài sinh vật trong truyền thuyết của Nhật Bản được nhắc nhiều tại vùng Tây Nam Nhật Bản kể cả vùng Kansai và Shikoku. Nhiều người cho rằng loài quái thú này thực chất chỉ là hình ảnh tưởng tượng của người Nhật về loài rắn. Tuy nhiên, từ thế kỷ thứ VII tới nay, sự tồn tại của quái thú Tsuchinoko được nhắc tới rất nhiều lần. Điều này càng khiến người ta tin rằng, Tsuchinoko thực sự tồn tại. Theo mô tả thì nó có chiều dài khoảng 30 đến 80 cm, thân hình màu đen, và di chuyển theo kiểu co thắt kiểu sâu đo. Nó làm nhiều người liên tưởng đến loài rắn Viper.
Tsuchinoko là một loài rắn bí ẩn trong truyền thuyết của Nhật Bản, được nhắc đến nhiều tại vùng Tây Nam Nhật Bản từ thế kỷ thứ VII tới nay. Nhiều cuộc săn lùng Tsuchinoko đã được người dân Nhật tiến hành, nhưng kết quả không bao giờ đi đến đâu. Đã có một số người khẳng định nhìn thấy Tsuchinoko bằng xương bằng thịt, nhưng không có bằng chứng đáng tin cậy nào được đưa ra. Nhiều người cho rằng loài quái thú này thực chất chỉ là một hình ảnh tưởng tượng của người Nhật về loài rắn.Cũng có giả thuyết rằng Tsuchinoko là một sự nhầm lẫn với một số loài bò sát có hình dạng gần giống, ví dụ như loài trăn cộc có thân hình béo tròn và ngắn cũn.